# Hôpital royal de Kilmainham
The Royal Hospital Kilmainham (en irlandais : Ospidéal Ríochta Chill Mhaighneann) à Kilmainham, à Dublin, est un ancien hôpital du XVIIe siècle. La structure abrite aujourd'hui le musée irlandais d'Art moderne.

## Histoire
Un prieuré, fondé en 1174 par Strongbow, existait sur le site jusqu'à ce que la Couronne le ferme lors de la dissolution des monastères dans les années 1530. L'hôpital a été construit comme une maison pour les soldats à la retraite de l'armée irlandaise par Sir William Robinson, arpenteur général de James Butler, 1er duc d'Ormond, Lord Lieutenant d'Irlande, entre 1679 et 1687. Le colonel John Jeffreys de Brecon, un vieux soldat gallois qui avait servi loyalement la Couronne pendant la guerre civile anglaise, fut nommé premier maître, avec un salaire de 300 £ par an. L'hôpital a pris un mauvais départ financièrement : d'après une pétition présentée par Jeffreys au roi Jacques II en 1686, il semble que la plupart des sources de financement d'origine se soient taries. Architecturalement, il a été inspiré par Les Invalides à Paris qui a également une façade formelle et une grande cour intérieure. Il servit de modèle à l'hôpital royal de Chelsea à Londres, commencé l'année suivante.
La tour de Richmond au bout de l'avenue officielle menant au Royal Hospital a été conçue par Francis Johnston, l'un des principaux architectes de l'époque. Cette passerelle se trouvait à l'origine à côté de la rivière Liffey à Bloody Bridge (aujourd'hui Rory O'More Bridge), mais a dû être déplacée après l'arrivée du chemin de fer en 1844, ce qui a accru la congestion du trafic. Le blason figurant sur la porte d'entrée est celui de l'hôpital royal.
Les cimetières du Royal Hospital Kilmainham sont à 400 mètres à l'ouest. Un arbre transversal dans l'ancien cimetière peut être le vestige d'une croix de délimitation associée à un monastère du IXe siècle situé sur ce site.
À la suite de la création de l'État libre d'Irlande, l'hôpital royal a été considéré comme un siège potentiel pour l'Oireachtas Éireann, le nouveau parlement national irlandais. Finalement, il a été décidé de garder le parlement dans son siège temporaire à Leinster House. L'hôpital est resté la maison d'un nombre décroissant de soldats jusqu'à sa fermeture en 1927. Il a ensuite été utilisé de diverses manières par la Garda Síochána et comme lieu de stockage de biens appartenant au musée national d'Irlande. La statue monumentale de la reine Victoria qui se tenait sur le parvis de Leinster House, avant son retrait en 1947, était entreposée dans la cour principale de l'hôpital, tout comme diverses voitures d'État, dont le célèbre State Coach du Lord Chancelier d'Irlande. L'hôpital royal de Kilmainham a finalement été restauré par le gouvernement irlandais en 1984 et ouvert sous le nom de musée irlandais d'Art moderne (IMMA).
Chaque année, le jour de la commémoration nationale — le dimanche le plus proche du 11 juillet, anniversaire de la trêve qui a mis fin à la guerre d'indépendance irlandaise — le président de l'Irlande, en présence de membres du gouvernement, du Dáil Éireann et de Seanad Éireann, du Conseil d'État, des forces de Défense, du pouvoir judiciaire et du corps diplomatique, dépose une gerbe dans la cour à la mémoire de morts dans les guerres passées et au service des Nations unies.
Ces dernières années, l'hôpital Royal Kilmainham est devenu un lieu populaire pour les concerts pendant les mois d'été. Des artistes tels que Blur, Damien Rice, Tame Impala, Kodaline et Patti Smith y ont joué dans le passé. The Frames ont organisé leur spectacle du 30e  anniversaire dans le parc le soir du 28 mai 2022 devant un public d'environ 10 000 personnes.

## Galerie

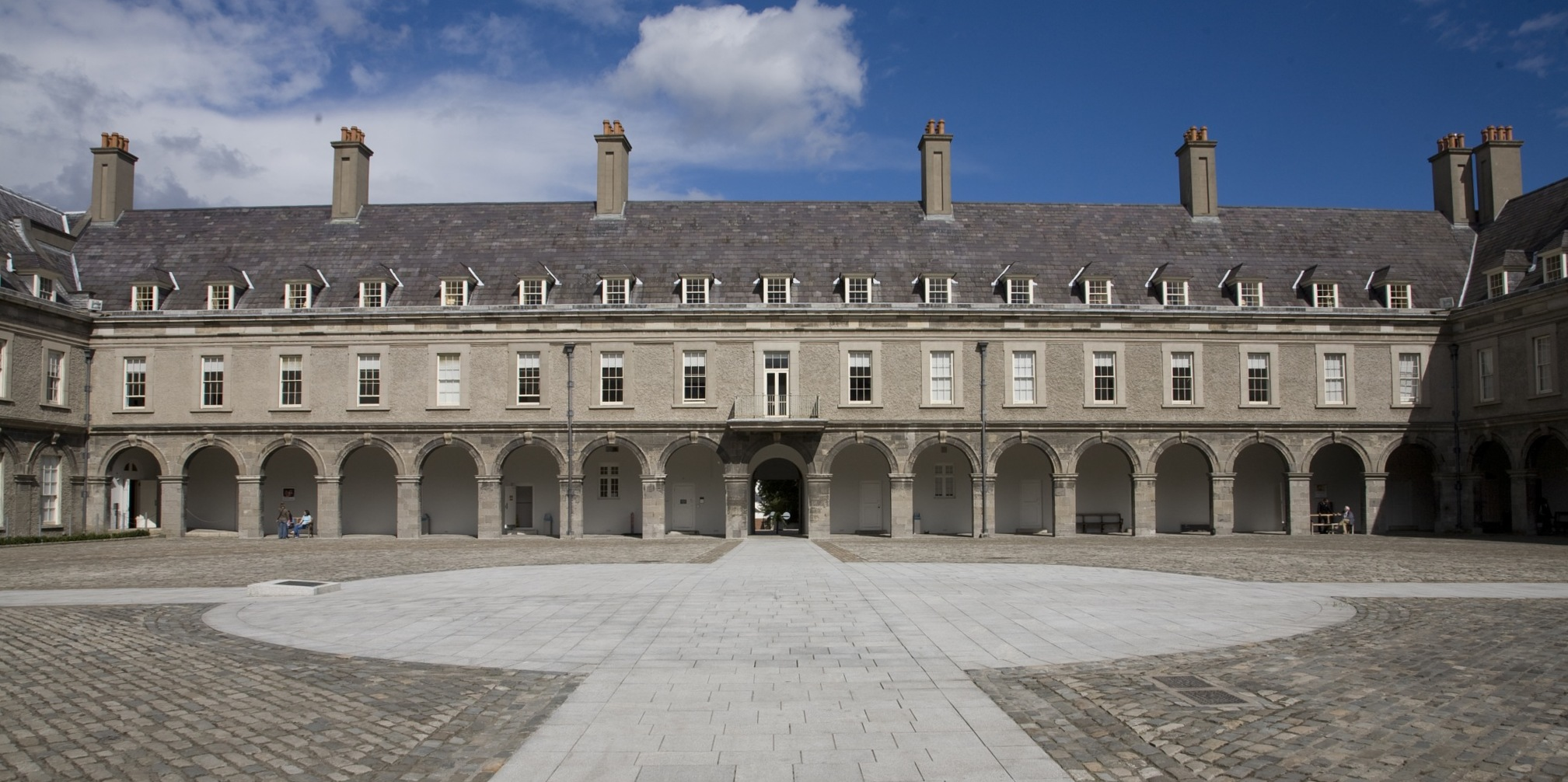
Cour intérieure
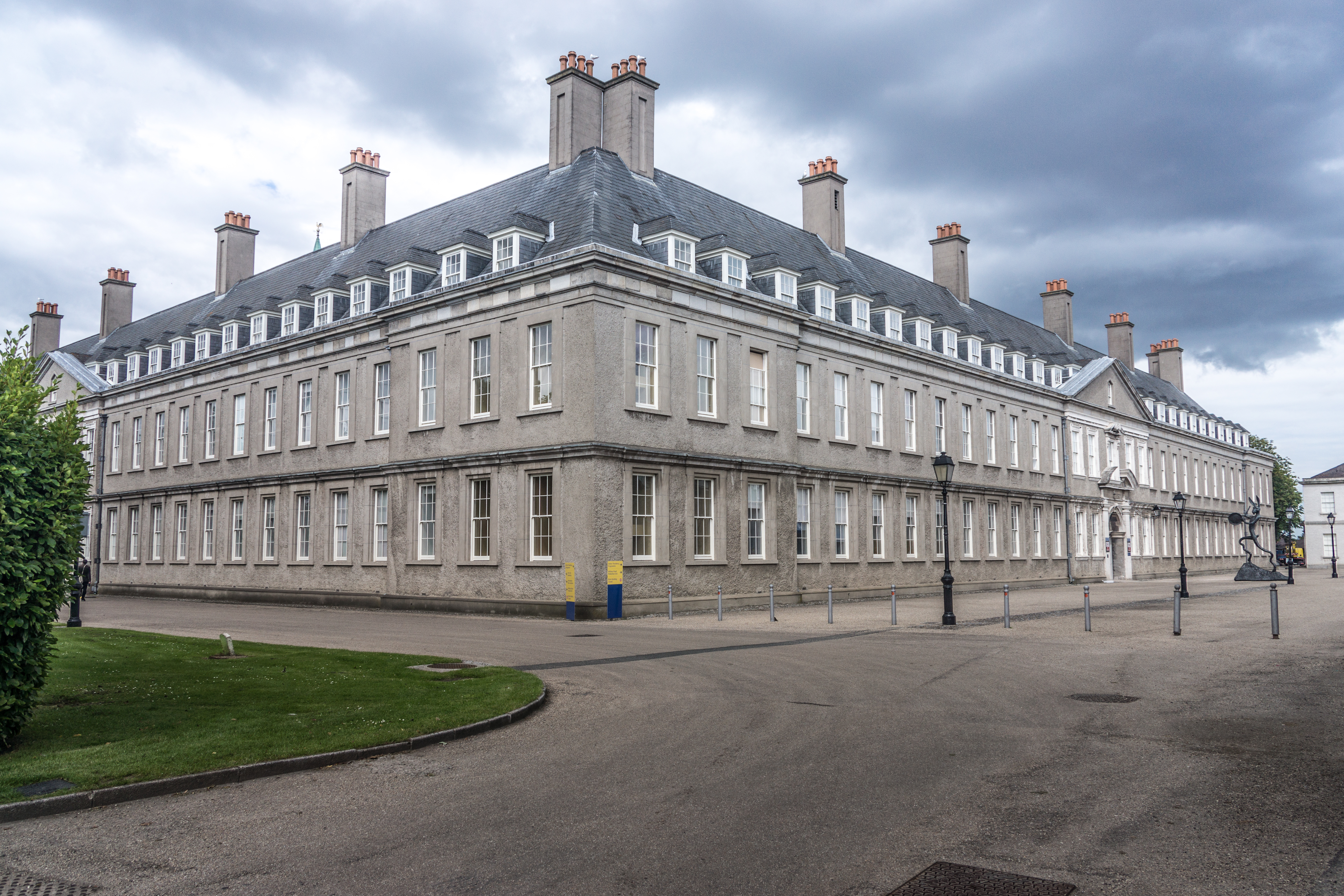
Panorama
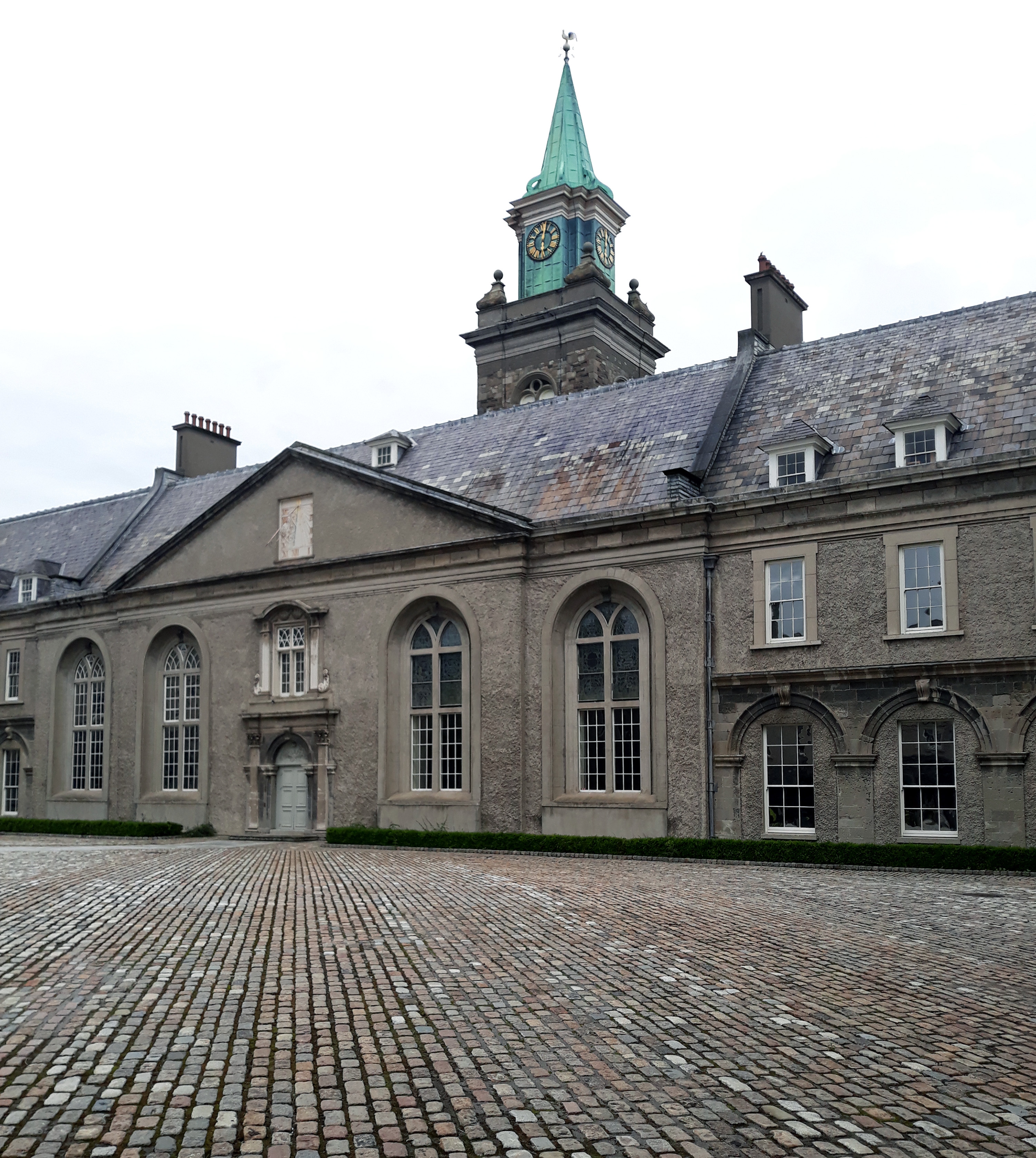
Cour
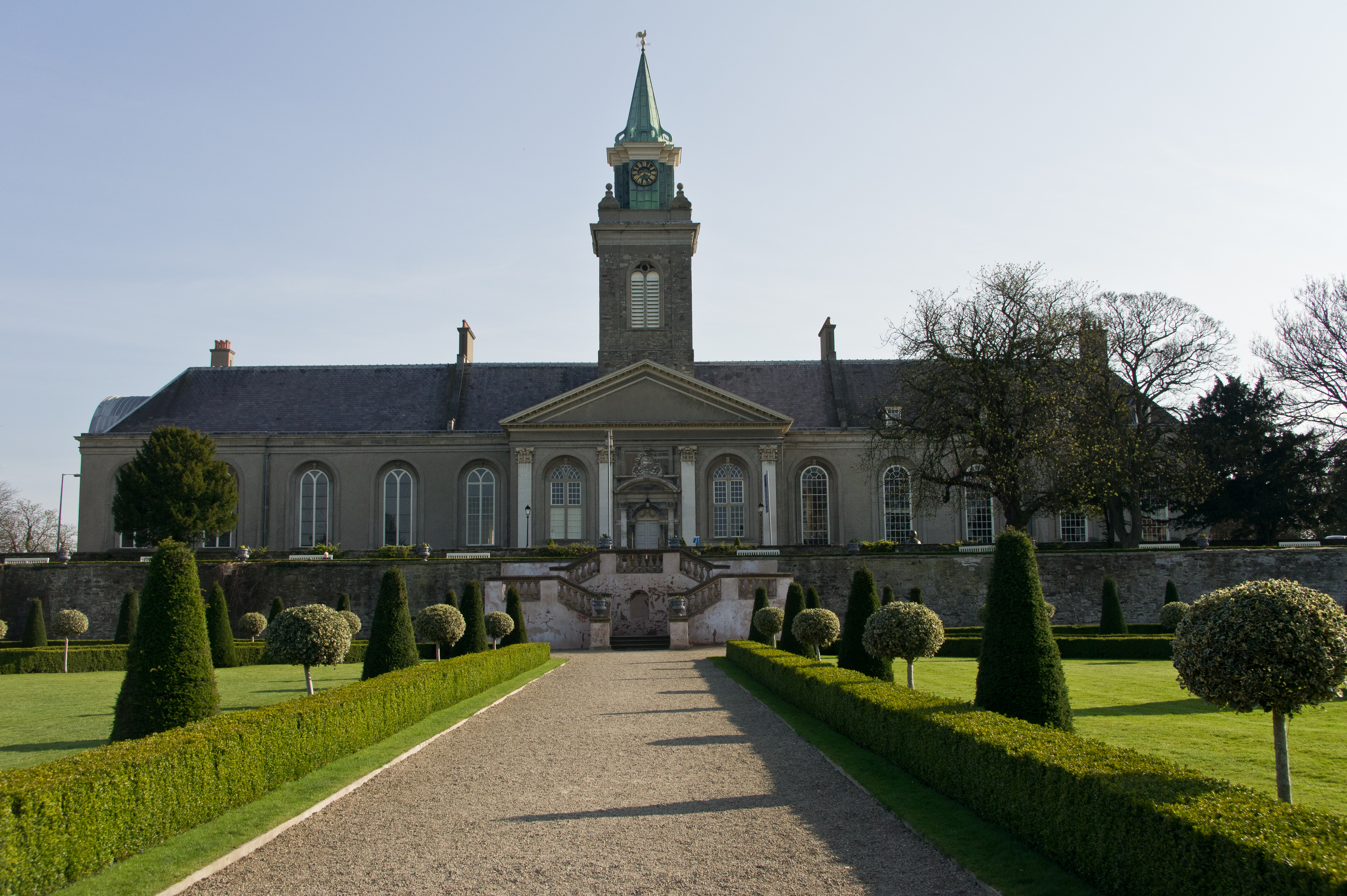
Façade